# Albertino Mussato
Albertino Mussato (Padova, 1261 – Chioggia, 31 maggio 1329) è stato un politico, letterato, drammaturgo e uomo di Stato italiano dell'inizio del XIV secolo.
Appartenente alla cerchia culturale di Lovato Lovati, partecipò all'attività di recupero dei testi dei grandi autori latini che stava diffondendosi sul finire del XIII secolo con il passaggio tra scolastica e umanesimo. La sua produzione letteraria di maggior pregio riguarda le opere poetiche, affiancate all'opera di storico e cronista.

## Biografia
Delle sue origini si conosce molto poco. La tradizione lo vorrebbe figlio di Viviano Musso, ma negli atti notarili da lui stesso rogati si firmava "Albertinus dictus Muxatus filius Iohannis Cavalarii".

### Vita politica

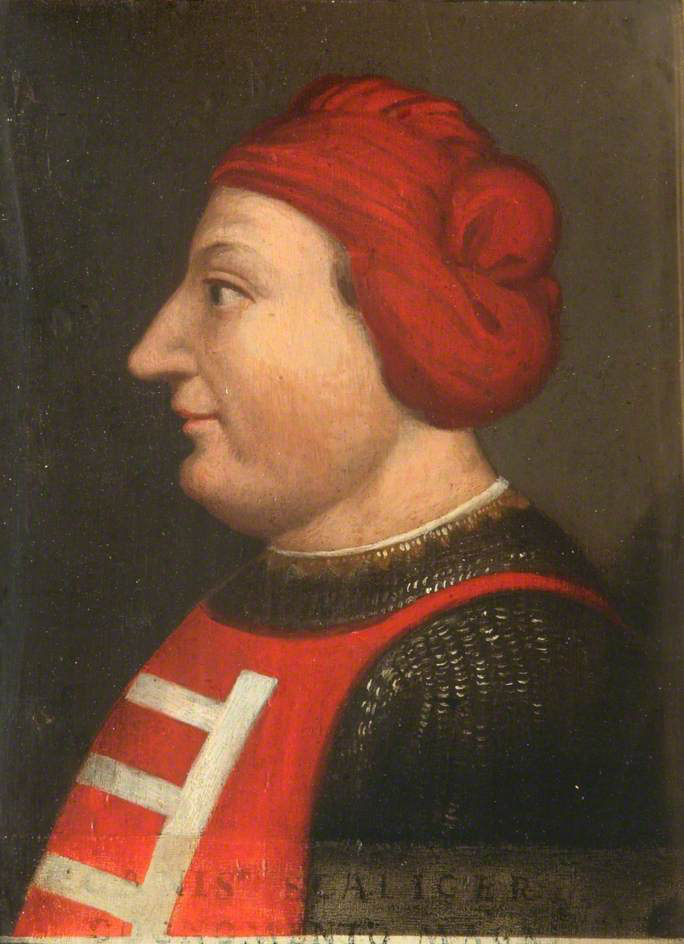
Il condottiero Cangrande I della Scala

Albertino Mussato cominciò a lavorare come copista durante i suoi studi all'Università di Padova, dove si preparava alla carriera di notaio.
Conclusi gli studi nel 1296 divenne membro del Consiglio di Padova, l'organo principale della città durante l'età comunale, dove fu uno strenuo assertore delle libertà del Comune contro le angherie e le pretese delle grandi famiglie nobili. In particolare fu fiero difensore dell'autonomia della città contro lo strapotere veronese di Cangrande della Scala e degli Scaligeri.
Nel 1302 grazie alle sue esperienze di diplomatico e notaio, fu inviato come ambasciatore presso il Papa Bonifacio VIII. Nel 1311 partecipò alla delegazione di Guelfi padovani al seguito dell'imperatore Enrico VII di Lussemburgo a Milano. Spesso svolse il ruolo di negoziatore tra la città di Padova e l'imperatore, nelle trattative per la lunga guerra tra Padova e Vicenza.

### Opera letteraria

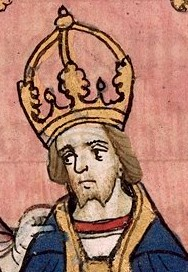
Enrico VII, imperatore del Sacro Romano Impero

Con Geri d'Arezzo (1270-1339), Benvenuto Campesani (1255-1323), Pietro d'Abano (1257-v. 1315), Rolando da Piazzola (...-1324), Geremia da Montagnone (1255-1321), Lovato Lovati (1241-1309) fece parte del movimento noto come Scuola pre-umanista di Padova, che gettò le basi per l'opera del Petrarca.
Poeta e autore civico, produsse numerosi poemi in latino e scrisse tre opere storiografiche su Padova e la Marca Trevisana. Nel dicembre 1315 gli venne riconosciuto, davanti al Senato e all'Università di Padova, il titolo di poeta laureato per le sue opere e per il merito, diventando così il primo poeta a fregiarsi del titolo.
Mussato come storico scrisse una cronaca delle azioni di Enrico VII di Lussemburgo in Italia (Historia Augusta Henrici VII Caesaris), e un'altra sul periodo immediatamente successivo alla morte dell'imperatore (De gestis Italicorum post Henricum VII Caesarem), che sono tra le fonti più importanti per la comprensione della storia del XIV secolo italiano.
Albertino Mussato fu anche drammaturgo: compose nel 1313 una tragedia ispirata a Seneca, l'Ecerinis o Ecerinide, sul tiranno della Marca Trevigiana Ezzelino III da Romano e sulle sue azioni contro Padova dal 1236 al 1259, per mettere in guardia i concittadini patavini da Cangrande della Scala. L'opera venne rappresentata a Padova nel 1315, ed è considerata una delle opere che inaugurano l'umanesimo italiano, in quanto fu la prima nel suo genere a recuperare il metro classico dopo l'antichità.
Sebbene l'umanesimo si faccia iniziare, per convenzione, con l'opera di Petrarca, in studi più recenti (Paul Oskar Kristeller, Roberto Weiss) gli autori della Scuola di Padova sono stati inclusi, come preumanisti, all'interno del quadro che ha portato allo sviluppo del movimento.